# Barbarossa-ruïne

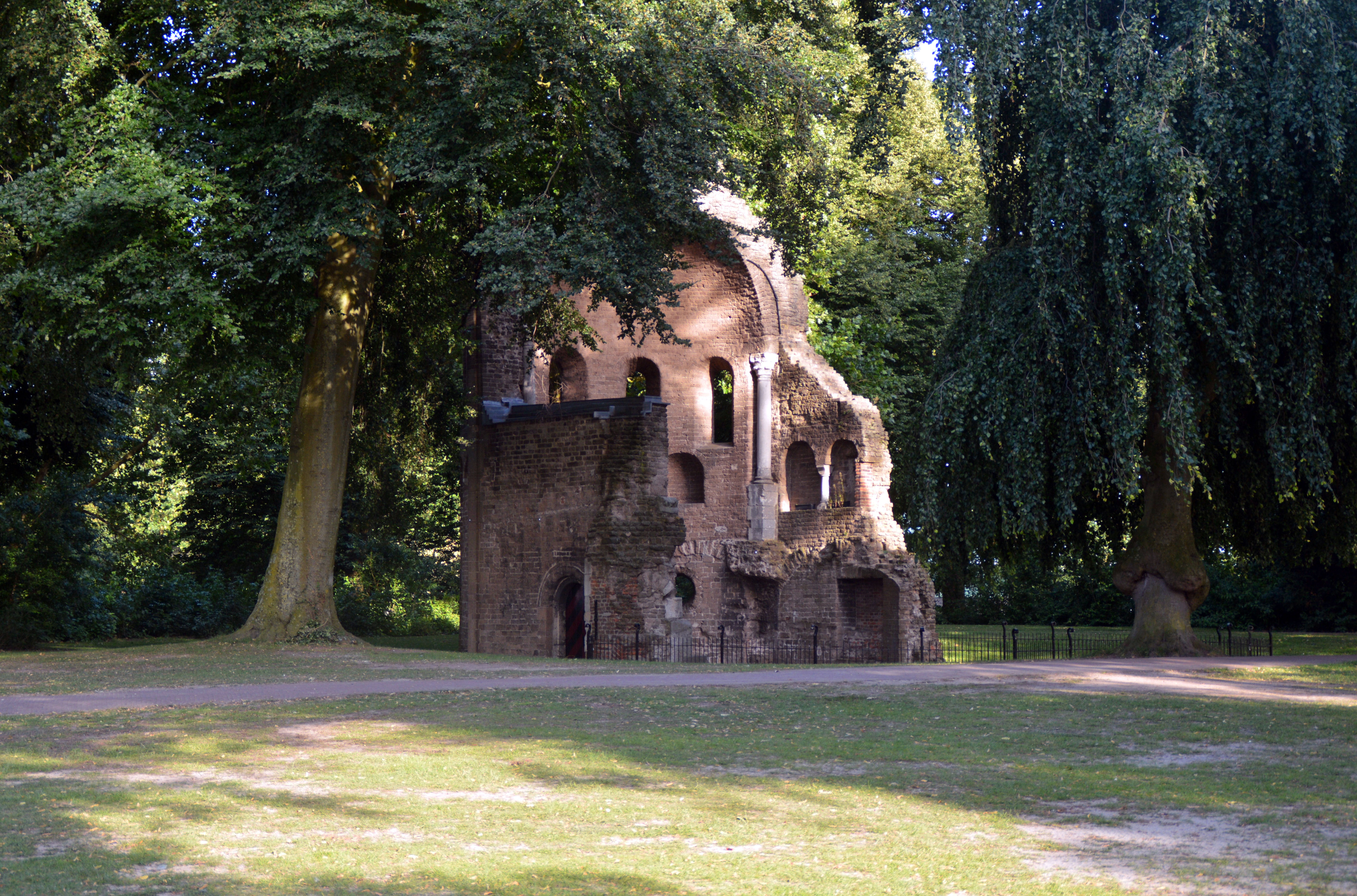
Barbarossa-ruïne

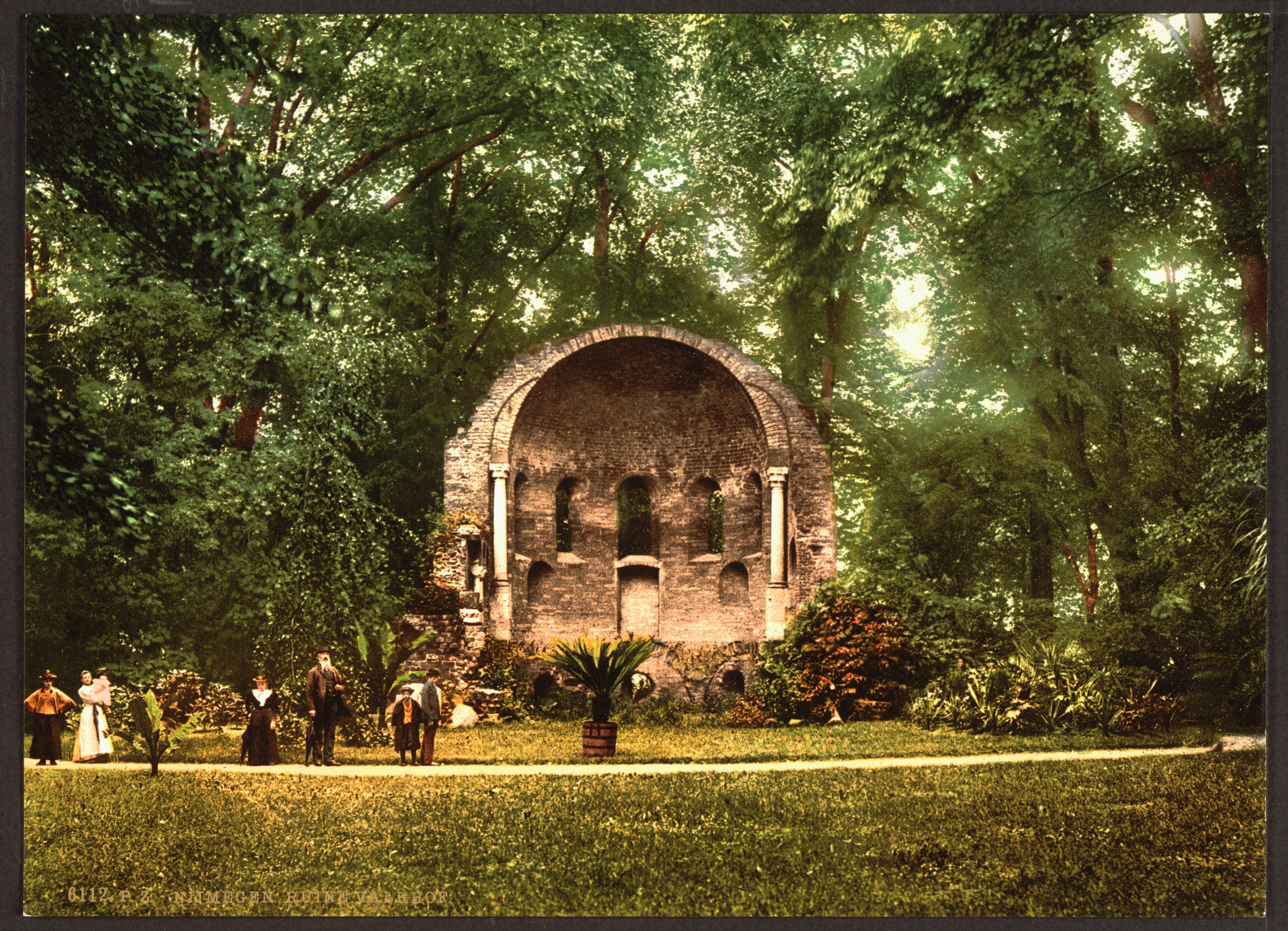
De Barbarossa-ruïne in het Valkhofpark

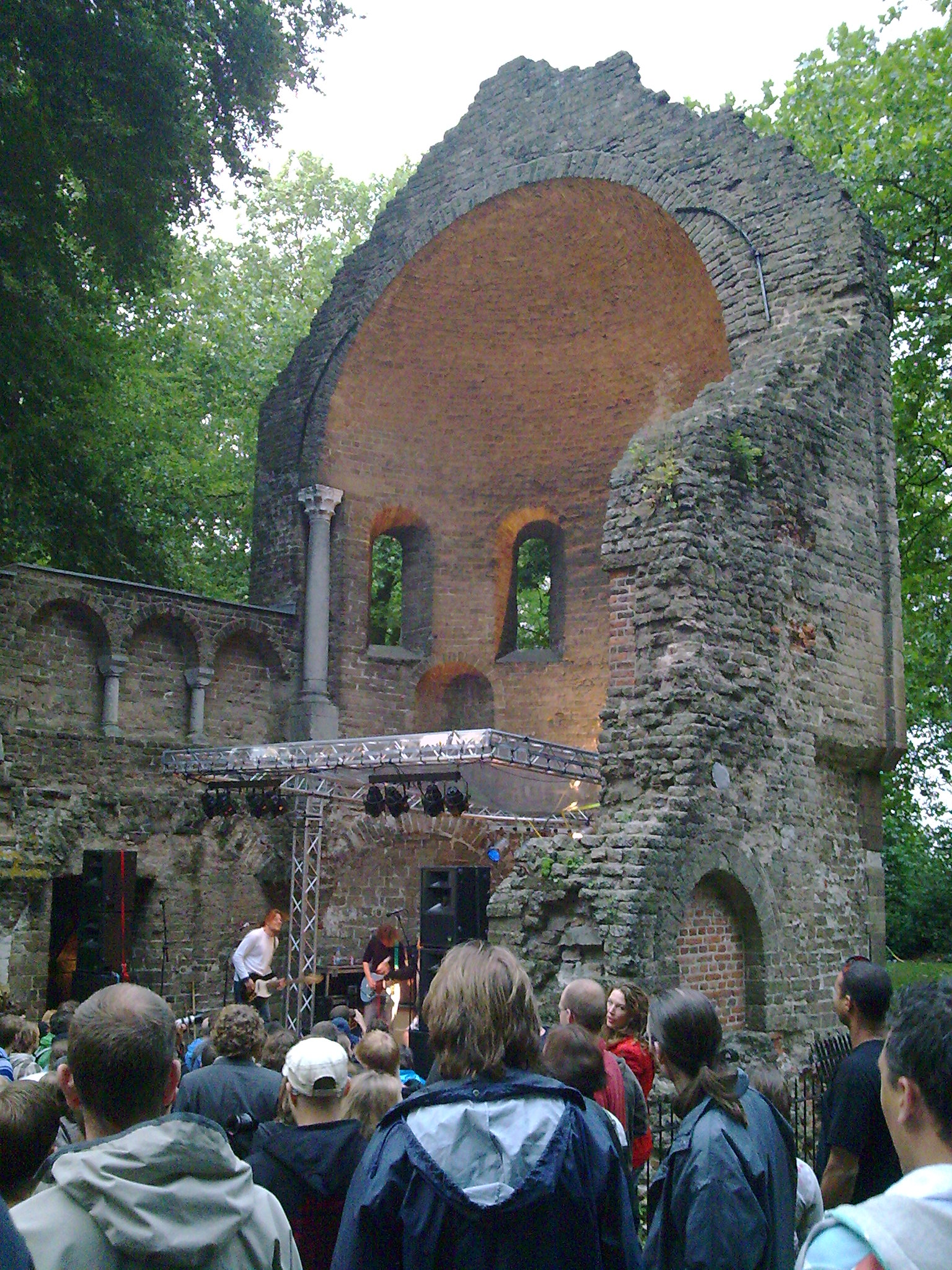
De Barbarossa-ruïne als podium tijdens festival de-Affaire

De Barbarossa-ruïne in de Nederlandse stad Nijmegen, ook wel Sint-Maartenskapel genoemd, is een overblijfsel van de Valkhofburcht, een paleis dat in 1155 door keizer Frederik Barbarossa is herbouwd. 
De ruïne is een apsis uit tufsteen en bevat spolia van verschillende bouwstijlen uit de Romeinse en Karolingische tijd.

## Rijksmonument
De Barbarossa-ruïne vormt samen met het Valkhof (de plek waar vroeger de hele burcht stond) en de Sint-Nicolaaskapel rijksmonument nummer 31192.
De ruïne werd in 1796 samen met de Sint-Nicolaaskapel gespaard toen de rest van de Valkhofburcht werd gesloopt. Nadat in 1799 vernielingen aan beide kapellen werden geconstateerd, besloot de Stadsraad de kelders (crypte) van de Sint-Maartenskapel ook nog te slopen.